# Fermentação malolática

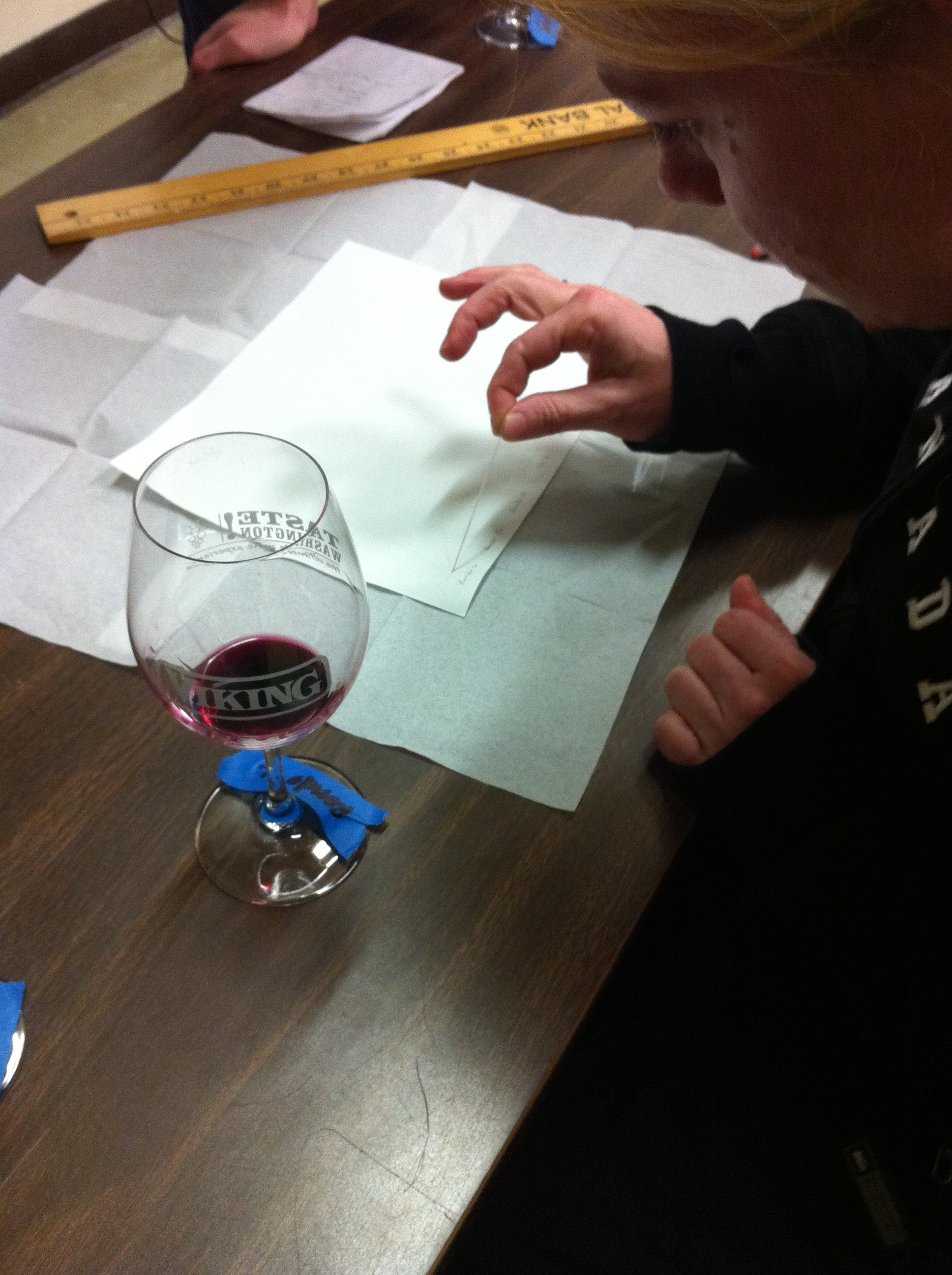
Um vinicultor que executa um teste de cromatografia em papel para determinar se um vinho completou a fermentação malolática.

A fermentação malolática (também conhecida como MLF ou conversão malolática) é um processo de vinificação no qual o ácido málico de sabor ácido, naturalmente presente no mosto de uva, é convertido em ácido lático de sabor mais suave. Na maioria das vezes, a fermentação malolática é realizada como uma fermentação secundária logo após o término da fermentação primária, mas às vezes pode ocorrer simultaneamente a ela. O processo é padrão para a maior parte da produção de vinho tinto e comum para algumas variedades de uvas brancas, como Chardonnay, onde pode conferir um sabor "amanteigado" devido ao diacetil, um subproduto da reação.
A reação de fermentação é realizada pela família de bactérias ácido-lácticas (LAB); Oenococcus oeni e várias espécies de Lactobacillus e Pediococcus. Quimicamente, a fermentação malolática é uma descarboxilação, o que significa que o dióxido de carbono é liberado no processo.
A principal função de todas essas bactérias é converter o ácido L-málico, um dos dois principais ácidos da uva encontrados no vinho, em outro tipo de ácido, o ácido L+lático. Isso pode ocorrer naturalmente. No entanto, na produção comercial de vinho, a conversão malolática geralmente é iniciada por uma inoculação de bactérias desejáveis, geralmente O. oeni. Isso evita que as cepas bacterianas indesejáveis produzam sabores "estranhos". Por outro lado, os vinicultores comerciais evitam ativamente a conversão malolática quando ela não é desejada, como no caso de variedades de uvas brancas frutadas e florais, como Riesling e Gewürztraminer, para manter um perfil mais ácido ou azedo no vinho final.
A fermentação malolática tende a criar uma sensação de boca mais redonda e completa. O ácido málico é normalmente associado ao sabor de maçãs verdes, enquanto o ácido lático é mais rico e tem sabor mais amanteigado. As uvas produzidas em regiões frias tendem a ter um alto teor de acidez, em grande parte devido à contribuição do ácido málico. A fermentação malolática geralmente melhora o corpo e a persistência do sabor do vinho, produzindo vinhos com maior suavidade no paladar. Muitos vinicultores também acham que é possível obter uma melhor integração da fruta e do caráter do carvalho se a fermentação malolática ocorrer durante o período em que o vinho estiver no barril.
Um vinho em processo de conversão malolática ficará turvo devido à presença de bactérias e poderá ter cheiro de pipoca amanteigada, resultado da produção de diacetil. O início da fermentação malolática na garrafa é normalmente considerado um defeito do vinho, pois o vinho parecerá ao consumidor que ainda está fermentando (como resultado da produção de CO2). No entanto, no início da produção do Vinho Verde, essa leve efervescência era considerada uma característica distintiva, embora os produtores de vinho portugueses tivessem que comercializar o vinho em garrafas opacas devido ao aumento da turbidez e do sedimento que a "MLF na garrafa" produzia. Hoje em dia, a maioria dos produtores de Vinho Verde não segue mais essa prática e, em vez disso, completa a fermentação malolática antes do engarrafamento, com o leve brilho sendo adicionado pela carbonatação artificial.

## História

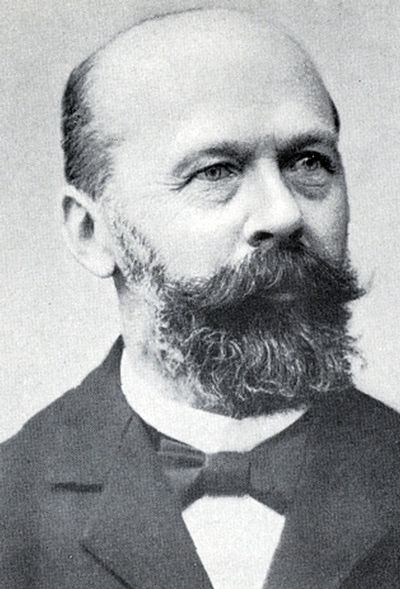
O enólogo suíço Hermann Müller foi um dos primeiros cientistas a teorizar que as bactérias eram uma possível causa da redução da acidez no vinho.

A fermentação malolática é possivelmente tão antiga quanto a história do vinho, mas a compreensão científica dos benefícios positivos da MLF e do controle do processo é um desenvolvimento relativamente recente. Durante muitos séculos, os produtores de vinho notaram uma "atividade" que ocorria em seus vinhos armazenados em barris durante os meses quentes da primavera após a colheita. Como a fermentação alcoólica primária, esse fenômeno liberava gás dióxido de carbono e parecia ter uma mudança profunda no vinho que nem sempre era bem recebida. Foi descrito como uma "segunda fermentação" em 1837 pelo enólogo alemão Freiherr von Babo e a causa do aumento da turbidez no vinho. Von Babo incentivou os vinicultores a reagir rapidamente à primeira vista dessa atividade, colocando o vinho em um novo barril, adicionando dióxido de enxofre e, em seguida, fazendo outra série de colocações e sulfatação para estabilizar o vinho.
Em 1866, Louis Pasteur, um dos pioneiros da microbiologia moderna, isolou a primeira bactéria do vinho e determinou que todas as bactérias no vinho eram a causa da deterioração do vinho. Embora Pasteur tenha notado uma redução da acidez no vinho com as bactérias lácticas, ele não associou esse processo ao consumo de ácido málico pelas bactérias, mas presumiu que se tratava apenas de precipitação de tartarato. Em 1891, o enólogo suíço Hermann Müller teorizou que as bactérias poderiam ser a causa dessa redução. Com a ajuda de colegas, Müller explicou sua teoria da "desacidicação biológica" em 1913 como sendo causada pela bactéria do vinho Bacterium gracile.
Na década de 1930, o enólogo francês Jean Ribéreau-Gayon publicou artigos afirmando os benefícios dessa transformação bacteriana no vinho. Durante a década de 1950, os avanços na análise enzimática permitiram que os enólogos compreendessem melhor os processos químicos por trás da fermentação malolática. Émile Peynaud aprofundou a compreensão enológica do processo e logo o estoque cultivado de bactérias benéficas do ácido láctico estava disponível para uso dos vinicultores.

## Papel na produção de vinho
A principal função da fermentação malolática é desacidificar o vinho. Ela também pode afetar os aspectos sensoriais de um vinho, fazendo com que a sensação na boca pareça mais suave e acrescentando uma possível complexidade ao sabor e ao aroma do vinho. Por esses outros motivos, a maioria dos vinhos tintos em todo o mundo (bem como muitos vinhos espumantes e quase 20% dos vinhos brancos do mundo) passa atualmente pela fermentação malolática.
A MLF desacidifica o vinho ao converter o ácido málico diprótico "mais duro" em ácido lático monoprótico mais suave. As diferentes estruturas dos ácidos málico e lático levam a uma redução da acidez titulável (AT) no vinho de 1 a 3 g/L e a um aumento do pH em 0,3 unidade. O ácido málico está presente na uva durante toda a estação de crescimento, atingindo seu pico no veraison e diminuindo gradualmente durante o processo de amadurecimento. As uvas colhidas em climas mais frios geralmente têm o maior teor de ácido málico e apresentam as mudanças mais drásticas nos níveis de AT e pH após a fermentação malolática.

O processo químico da fermentação malolática é, na verdade, uma descarboxilação em vez de uma fermentação. A célula bacteriana absorve o malato, converte-o em lactato e libera dióxido de carbono no processo. O lactato é então expelido pela célula para o vinho.

A fermentação malolática pode ajudar a tornar um vinho "microbiologicamente estável", pois as bactérias do ácido láctico consomem muitos dos nutrientes restantes que outros micróbios de deterioração poderiam usar para desenvolver defeitos no vinho. No entanto, isso também pode tornar o vinho ligeiramente "instável" devido ao aumento do pH, especialmente se o vinho já estiver no limite superior do pH do vinho. Não é incomum que os vinhos sejam "desacidificados" pela fermentação malolática e que, posteriormente, o vinicultor adicione acidez (geralmente na forma de ácido tartárico) para reduzir o pH a níveis mais estáveis.

### Conversão de ácido málico em ácido lático
As bactérias do ácido láctico convertem o ácido málico em ácido láctico como um meio indireto de criar energia para as bactérias por quimiosmose, que usa a diferença no gradiente de pH entre o interior e o exterior da célula no vinho para produzir ATP. Um modelo de como isso é feito observa que a forma de L-malato mais presente no pH baixo do vinho é a sua forma monoaniônica carregada negativamente. Quando a bactéria move esse ânion do vinho para o nível de pH mais alto de sua membrana plasmática celular, ela causa uma carga negativa líquida que cria um potencial elétrico. A descarboxilação do malato em ácido L-láctico libera não apenas dióxido de carbono, mas também consome um próton, o que gera o gradiente de pH que pode produzir ATP.
As bactérias do ácido láctico convertem o ácido L-málico encontrado naturalmente nas uvas para vinho. A maioria dos aditivos comerciais de ácido málico é uma mistura dos enantiômeros D+ e L-ácido málico.

### Influências sensoriais

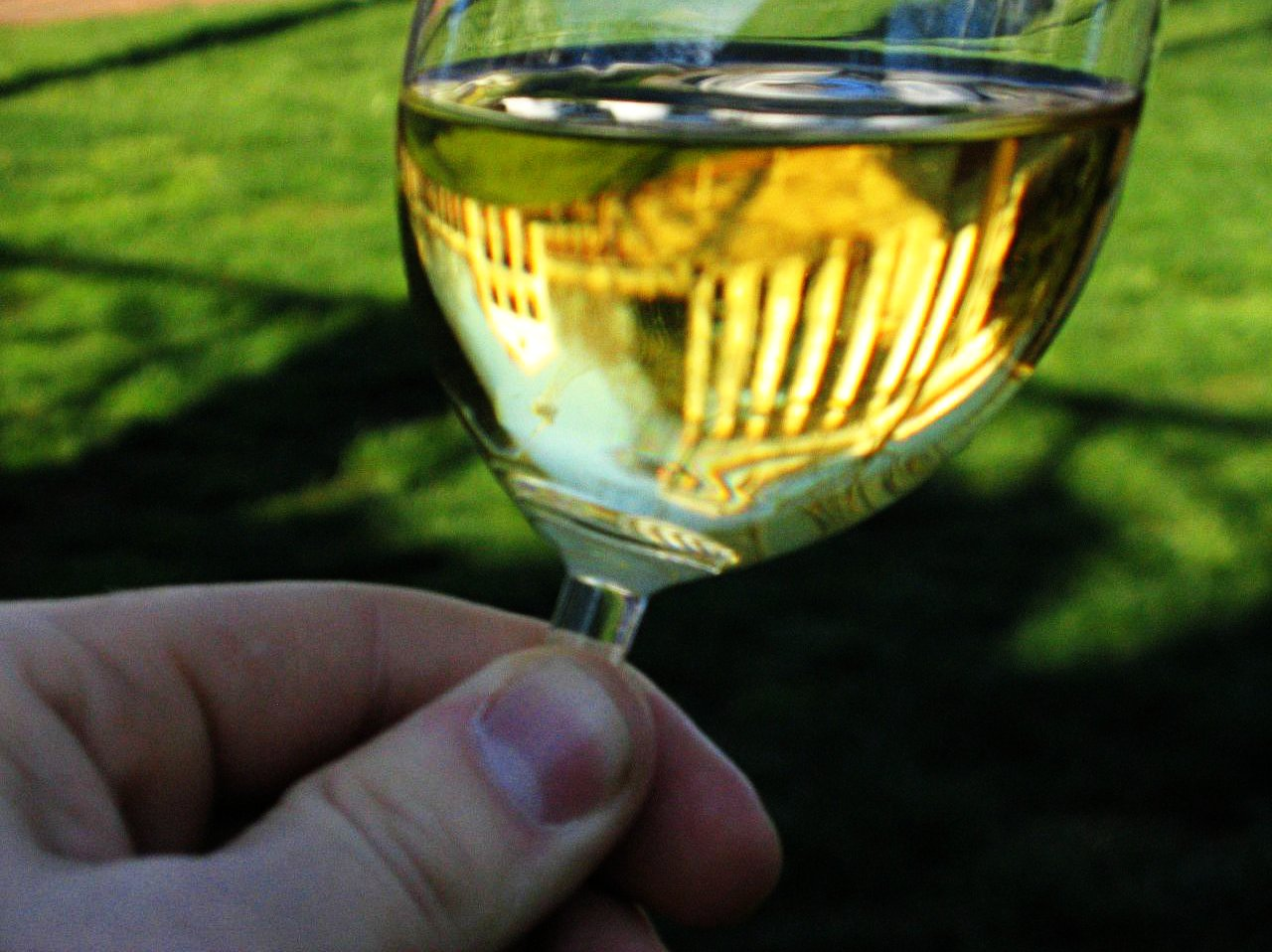
A característica sensorial do Chardonnay "amanteigado" vem do processo de fermentação malolática.

Muitos estudos diferentes foram realizados sobre as mudanças sensoriais que ocorrem nos vinhos que passaram pela fermentação malolática. O descritor mais comum é que a acidez do vinho parece "mais suave" devido à mudança do ácido málico "mais duro" para o ácido lático mais suave. A percepção de acidez vem da acidez titulável do vinho, portanto, a redução da AT que se segue à MLF leva a uma redução da percepção de acidez ou "azedume" do vinho.
A mudança na sensação bucal está relacionada ao aumento do pH, mas também pode ser devida à produção de polióis, particularmente os álcoois de açúcar eritritol e glicerol. Outro fator que pode melhorar a sensação bucal dos vinhos que passaram pela fermentação malolática é a presença de lactato de etila, que pode chegar a 110 mg/L após a MLF.
A influência potencial no aroma do vinho é mais complexa e difícil de prever, com diferentes cepas de Oenococcus oeni (a bactéria mais comumente usada na MLF) tendo o potencial de criar diferentes compostos aromáticos. No Chardonnay, os vinhos que passaram pela MLF são frequentemente descritos como tendo notas de "avelã" e "frutas secas", bem como o aroma de pão recém-assado. Nos vinhos tintos, algumas cepas metabolizam o aminoácido metionina em um derivado do ácido propiônico que tende a produzir aroma torrado e notas de chocolate. Os vinhos tintos que passam pela fermentação malolática no barril podem ter aromas de especiarias ou fumaça aprimorados.
No entanto, alguns estudos também mostraram que a fermentação malolática pode diminuir os aromas de frutas primárias, como o Pinot noir, muitas vezes perdendo notas de framboesa e morango após a FML.[2] Além disso, os vinhos tintos podem sofrer uma perda de cor após a FML devido a alterações de pH que causam uma mudança no equilíbrio das antocianinas que contribuem para a estabilidade da cor no vinho.

## Bactérias ácido-láticas

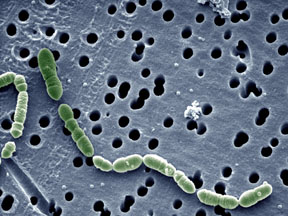
Oenococcus oeni.

Todas as bactérias ácido-lácticas (LAB) envolvidas na produção de vinho, seja como contribuinte positivo ou como fonte de possíveis falhas, têm a capacidade de produzir ácido láctico por meio do metabolismo de uma fonte de açúcar, bem como do metabolismo do ácido L-málico. As espécies diferem na forma como metabolizam os açúcares disponíveis no vinho (glicose e frutose, bem como as pentoses não fermentáveis que as leveduras de vinho não consomem). Algumas espécies de bactérias usam os açúcares por meio de uma via homofermentativa, o que significa que apenas um produto final principal (geralmente lactato) é produzido, enquanto outras usam vias heterofermentativas que podem criar vários produtos finais, como dióxido de carbono, etanol e acetato. Embora apenas o isômero L do lactato seja produzido pelas LAB na conversão do ácido málico, tanto os hetero quanto os homofermentadores podem produzir isômeros D-, L- e DL do ácido lático a partir da glicose, o que pode contribuir para propriedades sensoriais ligeiramente diferentes no vinho.
Embora a O. oeni seja frequentemente a LAB mais desejada pelos vinicultores para concluir a fermentação malolática, o processo é mais frequentemente realizado por uma variedade de espécies de LAB que dominam o mosto em diferentes pontos durante a fermentação. Vários fatores influenciam quais espécies serão dominantes, incluindo a temperatura de fermentação, os recursos nutricionais, a presença de dióxido de enxofre, a interação com leveduras e outras bactérias, o pH e os níveis de álcool (as espécies de Lactobacillus, por exemplo, tendem a preferir um pH mais alto e podem tolerar níveis de álcool mais altos do que O. oeni), bem como a inoculação inicial (como fermentos "selvagens" versus uma inoculação de O. oeni cultivada).

### Oenococcus

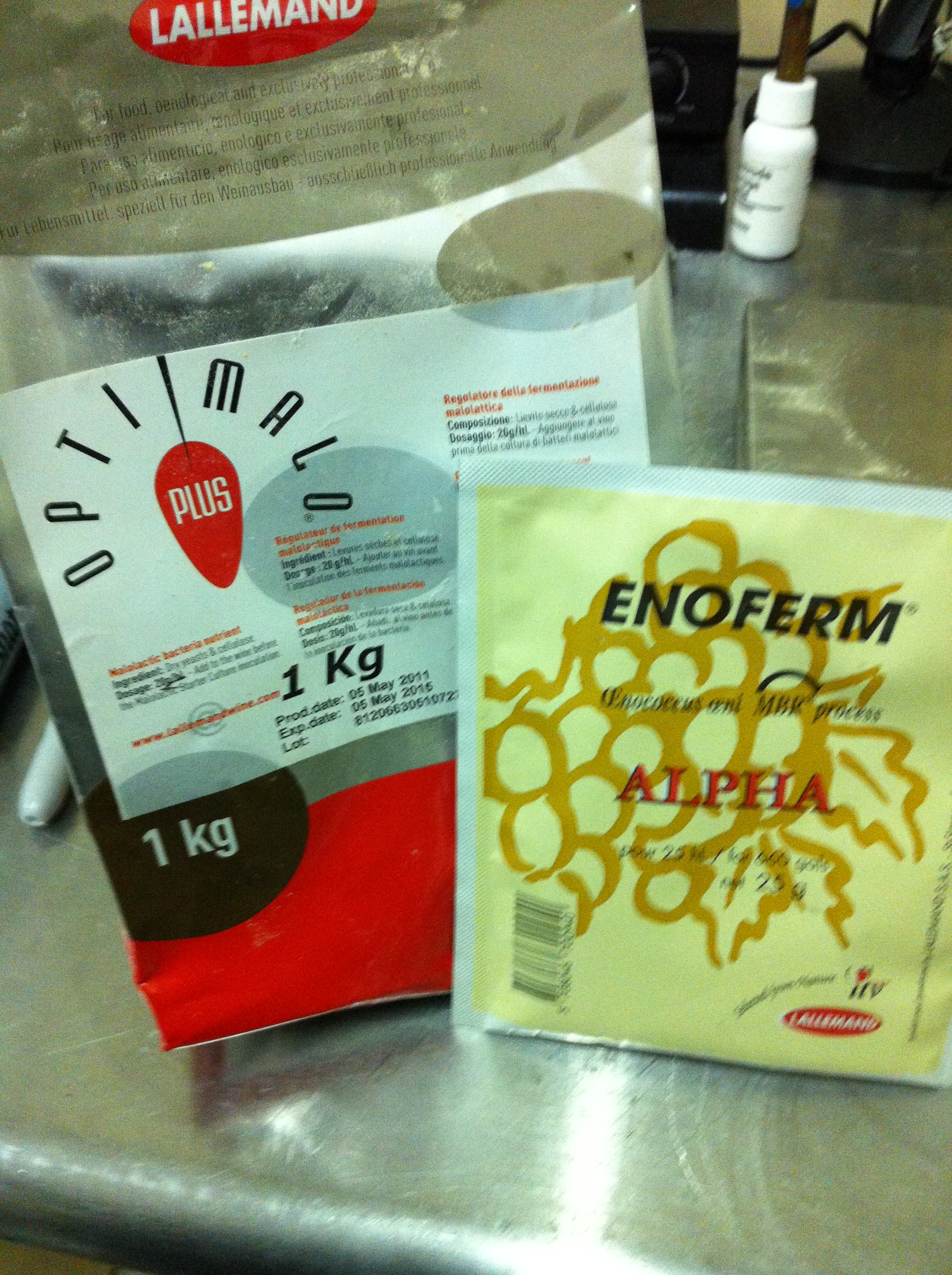
Cepa de inóculo de Oenococcus oeni cultivada e aditivo de nutrientes "Opti-malo".

O gênero Oenococcus tem um membro principal envolvido na produção de vinho, o O. oeni, antes conhecido como Leuconostoc oeni. Apesar de ter o nome Oenococcus, ao microscópio, a bactéria tem a forma de bastonete de bacilo. A bactéria é anaeróbia facultativa gram-positiva que pode utilizar um pouco de oxigênio para a respiração aeróbica, mas geralmente produz energia celular por meio da fermentação. A O. oeni é um heterofermentador que cria vários produtos finais a partir do uso da glicose, sendo que o ácido D-láctico e o dióxido de carbono são produzidos em quantidades aproximadamente iguais ao etanol ou ao acetato. Em condições redutivas (como próximo ao final da fermentação alcoólica), o terceiro produto final geralmente é o etanol, enquanto que em condições levemente oxidativas (como no início da fermentação alcoólica ou em um barril sem tampa), é mais provável que a bactéria produza acetato.
Algumas cepas de O. oeni podem usar a frutose para criar manitol (que pode levar a um defeito no vinho conhecido como mannitol taint), enquanto muitas outras cepas podem decompor o aminoácido arginina (que pode estar presente no vinho que está descansando sobre as borras após a fermentação a partir da autólise de células de levedura mortas) em amônia.
Além dos açúcares hexose glicose e frutose, a maioria das cepas de O. oeni pode usar os açúcares pentose residuais deixados pela fermentação da levedura, incluindo L-arabinose e ribose. Apenas cerca de 45% das cepas de O. oeni podem fermentar sacarose (a forma de açúcar geralmente adicionada para chaptalização que é convertida pela levedura em glicose e frutose).
Os produtores de vinho tendem a preferir a O. oeni por vários motivos. Em primeiro lugar, a espécie é compatível com a principal levedura de vinho, Saccharomyces cerevisiae, embora nos casos em que a MLF e a fermentação alcoólica são iniciadas juntas, a levedura geralmente supera a bactéria em recursos nutricionais, o que pode causar um atraso no início da fermentação malolática. Em segundo lugar, a maioria das cepas de O. oeni é tolerante aos baixos níveis de pH do vinho e geralmente consegue lidar com os níveis de álcool padrão que a maioria dos vinhos atinge no final da fermentação. Além disso, embora os níveis de dióxido de enxofre acima de 0,8 SO2 molecular (dependente do pH, mas aproximadamente 35-50 ppm) inibam a bactéria, a O. oeni é relativamente resistente em comparação com outras LAB. Por fim, a O. oeni tende a produzir a menor quantidade de aminas biogênicas (e a maior quantidade de ácido lático) entre as bactérias do ácido lático encontradas na produção de vinho.

### Lactobacillus

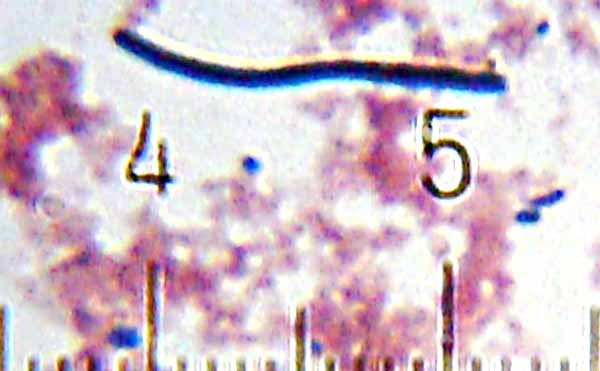
Lactobacillus de uma amostra de iogurte.

Dentro do gênero Lactobacillus, há espécies heterofermentativas e homofermentativas. Todos os lactobacilos envolvidos na produção de vinho são gram-positivos e microaerofílicos, sendo que a maioria das espécies não possui a enzima catalase necessária para se proteger do estresse oxidativo.
As espécies de Lactobacillus que foram isoladas de amostras de vinho e mosto de uva em todo o mundo incluem L. brevis, L. buchneri, L. casei, L. curvatus, L. delbrueckii subsp. lactis, L. diolivorans, L. fermentum, L. fructivorans, L. hilgardii, L. jensenii, L. kunkeei, L. leichmannii, L. nagelii, L. paracasei, L. plantarum e L. yamanashiensis.
A maioria das espécies de Lactobacillus é indesejável na vinificação, com o potencial de produzir altos níveis de acidez volátil, odores estranhos, wine haze, gaseificação e sedimentos que podem se depositar na garrafa, especialmente se o vinho não tiver sido filtrado. Essas bactérias também têm o potencial de criar quantidades excessivas de ácido lático, o que pode influenciar ainda mais o sabor e a percepção sensorial do vinho. Algumas espécies, como o chamado Lactobacillus "feroz", têm sido implicadas em causar fermentações lentas ou emperradas, enquanto outras espécies, como L. fructivorans, são conhecidas por criar um crescimento semelhante a um micélio na superfície dos vinhos, apelidado de "mofo de Fresno" em homenagem à região vinícola onde foi descoberto.

### Pediococcus

O gosto de acroleína é um defeito comum do vinho que espécies indesejáveis de Pediococcus podem introduzir no vinho. A acroleína pode interagir com vários compostos fenólicos, conferindo um sabor amargo ao vinho.

Até o momento, quatro espécies do gênero Pediococcus foram isoladas em vinhos e mostos de uva: P. inopinatus, P. pentosaceus, P. parvulus e P. damnosus, sendo que as duas últimas são as espécies mais comumente encontradas no vinho. Todas as espécies de Pediococcus são gram-positivas, sendo que algumas espécies são microaerófilas, enquanto outras utilizam principalmente a respiração aeróbica. Sob o microscópio, os Pediococcus geralmente aparecem em pares ou tétrades, o que pode torná-los identificáveis. Os Pediococcus são homofermentadores, metabolizando a glicose em uma mistura racêmica de L-lactato e D-lactato por glicólise. Entretanto, na ausência de glicose, algumas espécies, como P. pentosaceus, começam a usar glicerol, degradando-o em piruvato, que mais tarde pode ser convertido em diacetil, acetato, 2,3-butanodiol e outros compostos que podem conferir características desfavoráveis ao vinho.
A maioria das espécies de Pediococcus é indesejável na produção de vinho devido aos altos níveis de diacetil que podem ser produzidos, bem como ao aumento da produção de aminas biogênicas, que tem sido apontada como uma das possíveis causas das dores de cabeça do vinho tinto. Muitas espécies de Pediococcus também têm o potencial de introduzir odores estranhos ou outros defeitos no vinho, como o sabor amargo de acroleína, vem da degradação do glicerol em acroleína, que então reage com compostos fenólicos no vinho para produzir um composto de sabor amargo.
Uma espécie, P. parvulus, foi encontrada em vinhos que não passaram pela MLF (o que significa que o ácido málico ainda está presente no vinho), mas que ainda tiveram seu buquê alterado de uma forma que os enólogos descreveram como "não estragado" ou com defeito. Outros estudos isolaram o P. parvulus de vinhos que passaram pela fermentação malolática sem o desenvolvimento de odores estranhos ou defeitos no vinho.

### Requisitos nutricionais

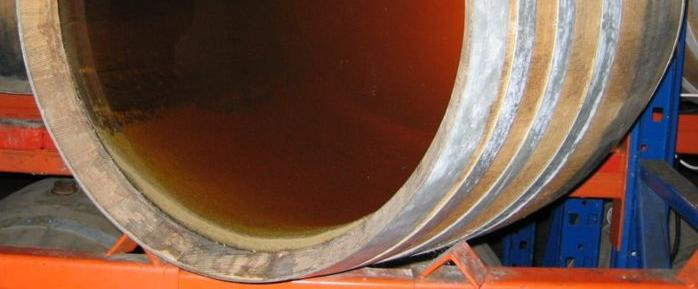
Quando as células de levedura morrem, elas afundam no fundo do tanque ou barril, criando o sedimento (borra) visível nesta imagem. A autólise das células de levedura mortas é uma fonte de nutrientes para as bactérias do ácido láctico.

As bactérias do ácido láctico são organismos exigentes que não conseguem sintetizar sozinhas todas as suas necessidades nutricionais complexas. Para que as LAB cresçam e concluam a fermentação malolática, a constituição do meio do vinho deve suprir suas necessidades nutricionais. Como a levedura do vinho, as LAB precisam de uma fonte de carbono para o metabolismo energético (geralmente açúcar e ácido málico), fonte de nitrogênio (como aminoácidos e purinas) para a síntese de proteínas e várias vitaminas (como niacina, riboflavina e tiamina) e minerais para auxiliar na síntese de enzimas e outros componentes celulares.
A fonte desses nutrientes é geralmente encontrada no próprio mosto de uva, embora as inoculações de MLF que ocorrem simultaneamente à fermentação alcoólica corram o risco de a levedura superar as bactérias por esses nutrientes. Perto do final da fermentação, enquanto a maior parte dos recursos originais do mosto de uva já foi consumida, a lise das células mortas da levedura (as "borras") pode ser uma fonte de alguns nutrientes, principalmente aminoácidos. Além disso, mesmo os vinhos "secos" que foram fermentados até a secura ainda têm açúcares pentose não fermentáveis (como arabinose, ribose e xilose) que podem ser usados por bactérias positivas e deteriorantes. Assim como ocorre com a levedura de vinho, os fabricantes de inóculo de LAB cultivado geralmente oferecem aditivos nutricionais especialmente preparados que podem ser usados como suplemento. No entanto, diferentemente da levedura de vinho, as bactérias do ácido lático não podem usar o suplemento fosfato de diamônio como fonte de nitrogênio.
Antes da introdução de suplementos nutricionais complexos e dos avanços nas culturas liofilizadas de LAB, os vinicultores cultivavam seu inóculo de bactérias do ácido láctico a partir de placas de cultura fornecidas por laboratórios. Na década de 1960, esses produtores de vinho acharam mais fácil criar culturas iniciais em meios que continham suco de maçã ou de tomate. Descobriu-se que esse "fator suco de tomate" era um derivado do ácido pantotênico, um importante fator de crescimento para as bactérias.
Assim como ocorre com a levedura, o oxigênio pode ser considerado um nutriente para as LAB, mas apenas em quantidades muito pequenas e somente para espécies microaerofílicas, como a O. oeni. No entanto, atualmente não há evidências que sugiram que a fermentação malolática ocorra mais facilmente em condições aeróbicas do que em condições anaeróbicas completas e, na verdade, quantidades excessivas de oxigênio podem retardar o crescimento de LAB, favorecendo as condições de micróbios concorrentes (como Acetobacter).

### Espécies nativas de LAB no vinhedo e na vinícola

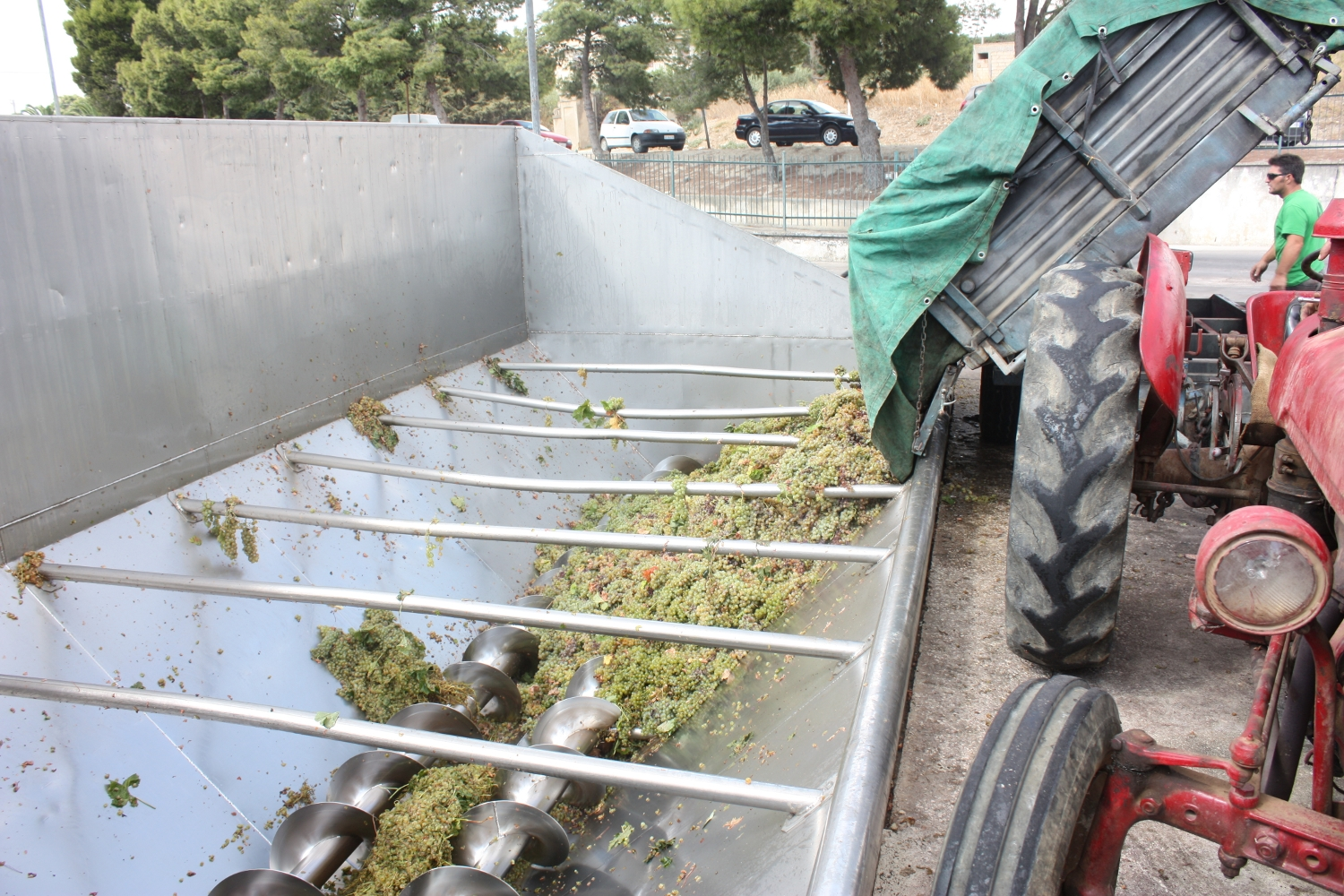
O equipamento da vinícola oferece vários pontos de contato para que as populações nativas de bactérias do ácido láctico sejam introduzidas no vinho.

Oenococcus oeni, a espécie de LAB mais desejada pelos vinicultores para realizar a fermentação malolática, pode ser encontrada no vinhedo, mas geralmente em níveis muito baixos. Embora as frutas mofadas e danificadas tenham o potencial de conter uma microbiota diversificada, as LAB mais frequentemente encontradas em uvas limpas e saudáveis após a colheita são espécies dos gêneros Lactobacillus e Pediococcus. Após o esmagamento, os microbiologistas geralmente encontram populações abaixo de 103 unidades formadoras de colônias (UFC)/mL contendo uma mistura de P. damnosus, L. casei, L. hilgardii e L. plantarum, bem como O. oeni. Para os mostos que não recebem uma dose inicial de dióxido de enxofre para "derrubar" essas populações selvagens de LAB, essas bactérias competem entre si (e com as leveduras do vinho) por nutrientes no início da fermentação.
Na vinícola, vários pontos de contato podem abrigar a população nativa de LAB, incluindo barris de carvalho, bombas, mangueiras e linhas de engarrafamento. Para vinhos em que a fermentação malolática é indesejável (como vinhos brancos frutados), a falta de higienização adequada do equipamento de vinho pode levar ao desenvolvimento de MLF indesejada e resultar em defeitos no vinho. Nos casos de barris de carvalho em que a higienização total e completa é quase impossível, as vinícolas geralmente marcam os barris que contiveram vinhos que passaram pela MLF e os mantêm isolados dos barris "limpos" ou novos que podem ser usados para vinhos que não estão destinados a passar pela MLF.

### LeveduraSchizosaccharomyces
Várias espécies do gênero Schizosaccharomyces utilizam o ácido L-málico, e os enólogos têm explorado o potencial do uso dessa levedura de vinho para desacidificar vinhos em vez da rota tradicional de fermentação malolática com bactérias. Entretanto, os primeiros resultados com a Schizosaccharomyces pombe mostraram uma tendência da levedura de produzir odores estranhos e características sensoriais desagradáveis no vinho. Nos últimos anos, os enólogos têm feito experimentos com uma cepa mutante de Schizosaccharomyces malidevorans que, até o momento, tem demonstrado produzir menos defeitos e odores desagradáveis no vinho.

## Influência do momento da inoculação
Os vinicultores diferem quanto ao momento em que optam por inocular o mosto com LAB, sendo que alguns deles colocam as bactérias ao mesmo tempo que a levedura, permitindo que as fermentações alcoólica e malolática ocorram simultaneamente, enquanto outros esperam até o final da fermentação, quando o vinho é retirado das borras e colocado no barril, e outros fazem isso em algum momento intermediário. Para os praticantes da vinificação minimalista ou "natural" que optam por não inocular com LAB cultivado, a fermentação malolática pode ocorrer a qualquer momento, dependendo de vários fatores, como a microbiota microbiológica da vinícola e as influências concorrentes desses outros micróbios. Todas as opções têm benefícios e desvantagens potenciais.
Os benefícios da inoculação para a MLF durante a fermentação alcoólica incluem:
- Mais nutrientes potenciais do mosto de uva (embora as bactérias estejam competindo com a levedura por eles)
- Níveis mais baixos de dióxido de enxofre e etanol que, de outra forma, poderiam inibir as LAB.
- Temperaturas de fermentação mais altas, que são mais propícias ao crescimento da LAB e à conclusão mais precoce da MLF: as temperaturas ideais para a fermentação malolática estão entre 20 e 37 °C, enquanto o processo é significativamente inibido em temperaturas abaixo de 15 °C. O vinho armazenado nos barris na adega durante o inverno após a fermentação geralmente terá uma fermentação malolática muito prolongada devido às temperaturas frias da adega.
- A conclusão antecipada da fermentação malolática significa que o vinicultor pode fazer uma pós-fermentação de SO2 mais cedo para proteger o vinho da oxidação e dos micróbios de deterioração (como o Acetobacter). Como o dióxido de enxofre pode inibir a MLF, atrasar a inoculação das LAB até depois da fermentação alcoólica pode significar um atraso na adição de enxofre até o início da primavera, quando as temperaturas da adega esquentam o suficiente para estimular a conclusão da MLF.
- Menor produção de diacetil.[3]

As desvantagens da inoculação precoce incluem:
- Levedura de vinho e LAB competindo por recursos (incluindo glicose) e possível antagonismo entre os micróbios.
- Heterofermentadores, como O. oeni, que metabolizam a glicose ainda presente no mosto e podem criar subprodutos indesejáveis, como o ácido acético.

Muitas das vantagens da fermentação pós-alcoólica respondem às desvantagens da inoculação precoce (ou seja, menos antagonismo e potencial para subprodutos indesejáveis). Além disso, observa-se a vantagem de as borras serem uma fonte de nutrientes por meio da autólise das células de levedura mortas, embora essa fonte de nutrientes nem sempre seja suficiente para garantir que a MLF seja concluída com sucesso. Por outro lado, muitas das desvantagens da inoculação tardia são a ausência das vantagens decorrentes da inoculação precoce (temperaturas mais altas, conclusão potencialmente mais rápida etc.).

## Prevenção de MLF

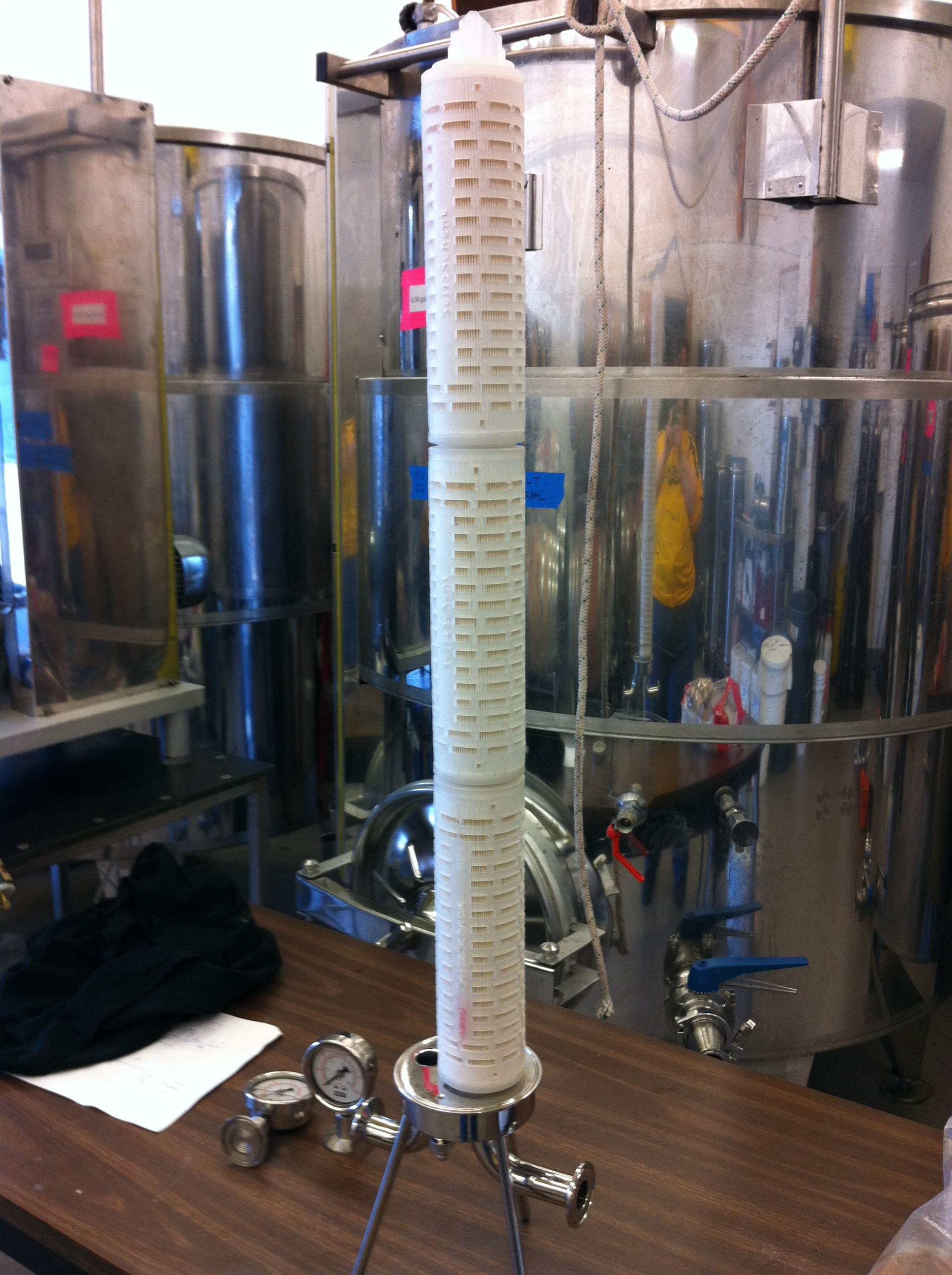
Os vinhos que não passaram pela fermentação malolática geralmente são "engarrafados de forma estéril" com um filtro de membrana de 0,45 mícron.

Para alguns estilos de vinho, como vinhos leves e frutados ou vinhos de baixa acidez de climas quentes, a fermentação malolática não é desejada. Os vinicultores podem tomar várias medidas para evitar a ocorrência da MLF, incluindo:
- Maceração limitada, prensagem precoce e trasfega precoce para limitar o tempo de contato do LAB com possíveis fontes de nutrientes.
- Manter os níveis de dióxido de enxofre em pelo menos 25 ppm de SO2 "livre" (não ligado); dependendo do pH do vinho, isso pode significar uma adição de 50-100 mg/L de SO2.
- Manter os níveis de pH abaixo de 3,3.
- Manter o vinho resfriado em temperaturas entre 10 e 14 °C.
- Filtrar o vinho no engarrafamento com um filtro de membrana de pelo menos 0,45 mícron para evitar que qualquer bactéria entre na garrafa.

Além disso, os produtores de vinho podem usar inibidores químicos e biológicos, como lisozima, nisina, dicarbonato de dimetila (Velcorin) e ácido fumárico, embora alguns (como o Verlcorin) sejam restritos em países produtores de vinho fora dos Estados Unidos. Os agentes de revestimento, como a bentonita, e a estabilização do vinho a frio também removerão os possíveis nutrientes da LAB, inibindo assim a fermentação malolática. Alguns experimentos com o uso de bacteriófagos (vírus que infectam bactérias) foram realizados para limitar as fermentações maloláticas, mas os resultados decepcionantes no setor de fabricação de queijos levaram ao ceticismo sobre o uso prático de bacteriófagos na fabricação de vinhos.

## Medição do conteúdo málico

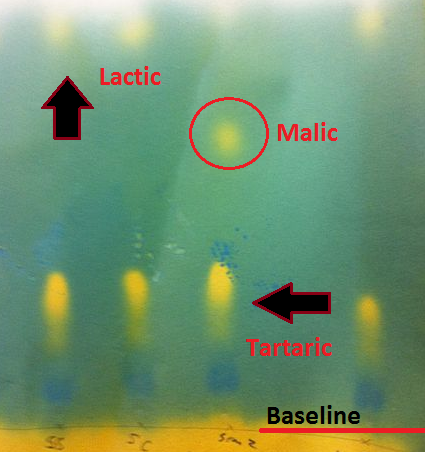
Uma folha de cromatografia de papel mostrando que um vinho ainda tem algum nível de acido málico presente, enquanto os outros três vinhos aparentemente passaram pela fermentação malolática.

Os produtores de vinho podem acompanhar a progressão da fermentação malolática por cromatografia em papel ou com um espectrofotômetro. O método de cromatografia em papel envolve o uso de tubos capilares para adicionar pequenas amostras do vinho ao papel cromatográfico. O papel é então enrolado e colocado em uma jarra cheia de uma solução de butanol contendo corante indicador verde bromocresol por várias horas. Depois que o papel é retirado e seco, a distância das "manchas" de cor amarela da linha de base indica a presença de vários ácidos, sendo o tartárico o mais próximo da linha de base, seguido pelos ácidos cítrico, málico e, por fim, lático, próximo ao topo do papel.
Uma limitação significativa da cromatografia em papel é que ela não mostrará exatamente a quantidade de málico que ainda resta no vinho, sendo que o tamanho da "mancha" no papel não tem correlação com um valor quantitativo. A sensibilidade do papel também é limitada a um limiar de detecção de 100-200 mg/L, enquanto a maioria das medições da "estabilidade do MLF" visa um nível de málico inferior a 0,03 g/L (30 mg/L).
O método enzimático permite a medição quantitativa dos ácidos málico e lático, mas requer o custo de kits de reagentes e um espectrofotômetro que possa medir os valores de absorbância em 334, 340 ou 365 nm.

## Outros produtos produzidos
Os principais produtos da fermentação malolática são ácido lático, diacetil, ácido acético, acetoína e vários ésteres. A quantidade e a natureza exata desses produtos dependem da espécie/estirpe de LAB que conduz a fermentação malolática e da condição que influencia o vinho (pH, nutrientes disponíveis, níveis de oxigênio, etc.).
Algumas cepas de O. oeni podem sintetizar álcoois superiores que podem contribuir para notas frutadas no aroma do vinho. Além disso, algumas cepas da bactéria têm enzimas beta-glicosidase que podem quebrar os monoglicosídeos, que são compostos aromáticos ligados a uma molécula de açúcar. Quando o componente de açúcar é clivado, o restante do composto se volatiliza, o que significa que pode ser potencialmente detectado no buquê de aromas do vinho.
No início do século XXI, foi demonstrado que algumas cepas de O. oeni utilizam o acetaldeído, decompondo-o em etanol ou ácido acético. Embora isso possa ajudar nos vinhos com níveis excessivos de acetaldeído, nos vinhos tintos, também pode desestabilizar a cor do vinho interferindo na reação do acetaldeído com as antocianinas para criar pigmentos poliméricos que ajudam a criar a cor do vinho.

### Diacetil

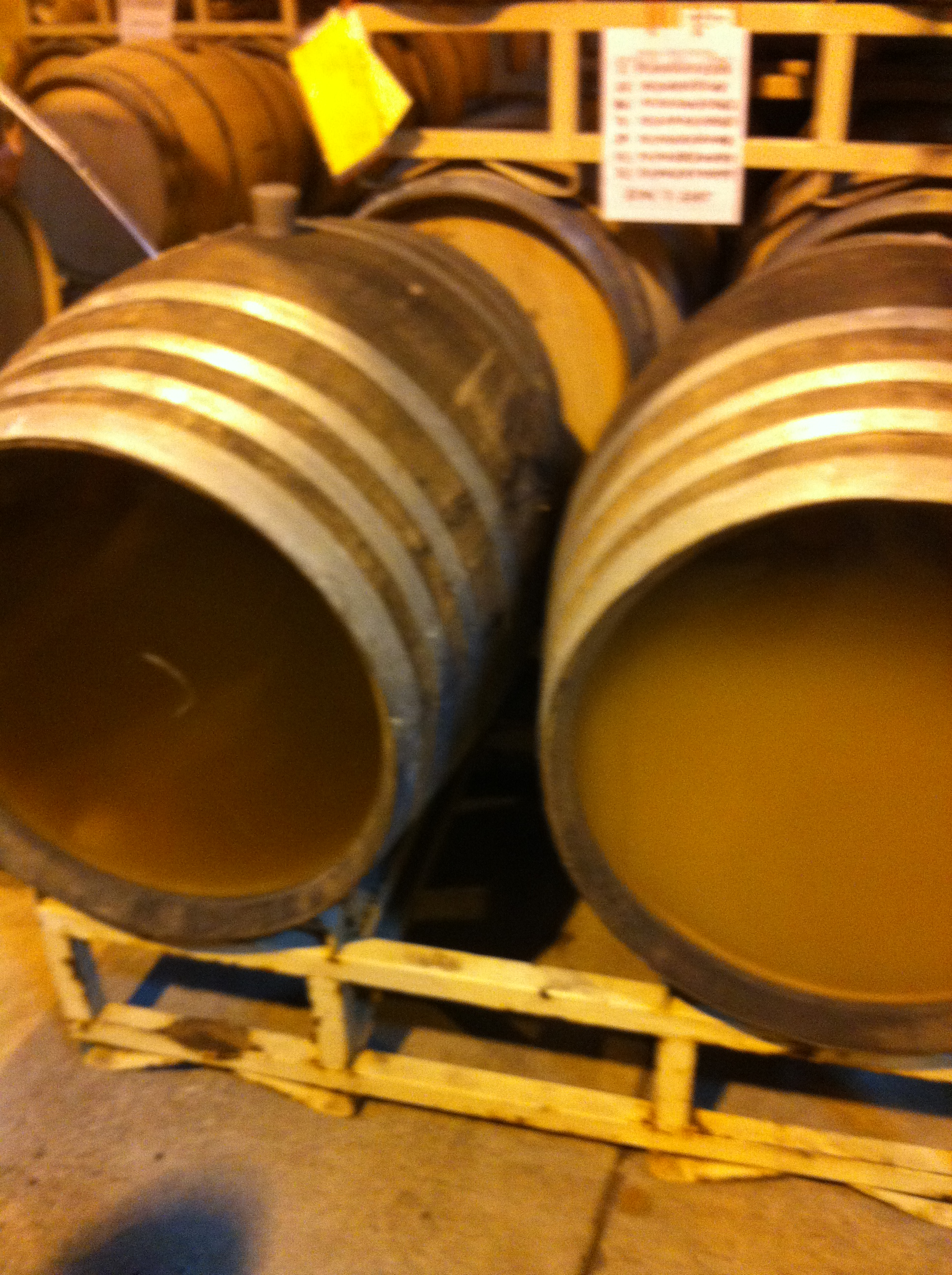
Os vinicultores podem estimular a produção de diacetil mantendo o vinho em repouso no barril. O barril à direita foi recentemente agitado com uma ferramenta de bâtonage.

O diacetil (ou 2,3-butanodiona) é o composto associado aos aromas "amanteigados" dos Chardonnays, mas pode afetar qualquer vinho que tenha passado pela fermentação malolática. Em um limiar de detecção de odor de 0,2 mg/L em vinhos brancos e de 2,8 mg/L em vinhos tintos, pode ser percebido como levemente amanteigado ou "de nozes", enquanto que em concentrações superiores a 5 a 7 mg/L (5-7 ppm) pode sobrepujar outras notas aromáticas no vinho.
O diacetil pode ser produzido pelas LAB por meio do metabolismo do açúcar ou do ácido cítrico. Embora o ácido cítrico esteja naturalmente presente nas uvas, ele está em uma quantidade muito pequena, sendo a maior parte proveniente da adição deliberada pelo vinicultor para acidificar o vinho. Na presença dos ácidos málico e cítrico, as LAB usam ambos, mas usam o málico muito mais rapidamente, com a taxa de uso cítrico/formação de diacetil influenciada pela cepa bacteriana específica (com a maioria das cepas de O. oeni produzindo menos diacetil do que as espécies de Lactobacillus e Pediococcis), bem como o potencial redox do vinho. Em condições de vinho com baixo potencial redox (o que significa que é mais oxidativo, como em um barril que não está totalmente abastecido), mais ácido cítrico será consumido e o diacetil será formado. Em condições mais redutoras, como nas fermentações alcoólicas, em que as populações de leveduras estão no auge e o vinho está altamente saturado com dióxido de carbono, a formação de diacetil é muito mais lenta. As leveduras também ajudam a manter os níveis baixos, consumindo o diacetil e reduzindo-o a acetoína e butilenoglicol.
A produção de diacetil é favorecida em fermentações que ocorrem a quente, com temperaturas entre 18 e 25 °C. Ele também tende a ser produzido em níveis mais altos em vinhos com níveis de pH mais baixos (abaixo de 3,5), embora em níveis abaixo de 3,2, a maioria das cepas de LAB desejáveis para a MLF tenda a ser inibida. Os fermentos maloláticos "selvagens" (ou seja, não inoculados) têm o potencial de produzir mais diacetil do que os fermentos inoculados, devido às populações iniciais mais baixas durante a fase de latência, sendo que os fermentos inoculados geralmente têm um inóculo inicial de 106 UFC/mL. As inoculações tardias de MLF, após a fermentação alcoólica, também tendem a produzir níveis mais altos de diacetil. Os produtores de Chardonnay que desejam produzir o "estilo amanteigado" com alto teor de diacetil geralmente fazem a inoculação tardia ou "selvagem" no barril após a fermentação primária, permitindo que o vinho passe várias semanas ou até meses em condições redutoras que promovem a produção de diacetil. Algumas fontes apontam que o diacetil é, na verdade, reduzido pela fermentação em barril, devido ao fato de as leveduras sobreviventes metabolizarem o diacetil e, portanto, a fermentação malolática é melhor realizada separadamente das borras.
Com vinhos que têm níveis excessivos de diacetil, alguns vinicultores usam dióxido de enxofre para se ligar ao composto e reduzir a percepção do diacetil em 30 a 60%. Essa ligação é um processo reversível e, após apenas algumas semanas de envelhecimento na garrafa ou no tanque, os altos níveis de diacetil retornam. No entanto, o dióxido de enxofre adicionado anteriormente no processo de fermentação malolática limita a produção de diacetil inibindo as bactérias e limitando sua atividade em sua totalidade, inclusive a conversão de ácido málico em ácido lático.

## Falhas no vinho

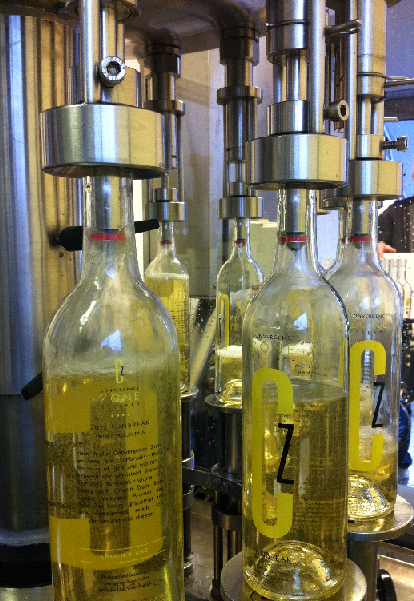
Para evitar que a fermentação malolática ocorra na garrafa, as vinícolas devem ter altos níveis de higienização durante todo o processo de produção do vinho.

A falha mais comum associada à fermentação malolática é sua ocorrência quando não é desejada. Isso pode ocorrer em um vinho que se destina a ser ácido e frutado (como o Riesling) ou em um vinho que se pensava ter passado anteriormente pela MLF e que foi engarrafado apenas para que a fermentação malolática começasse na garrafa. O resultado dessa fermentação "na garrafa" geralmente é um vinho gasoso e turvo que pode ser desagradável para os consumidores. O aprimoramento do saneamento e o controle das bactérias do ácido láctico na vinícola podem limitar a ocorrência desses defeitos.
Para os primeiros produtores de Vinho Verde, a leve efervescência que vinha da fermentação malolática na garrafa era considerada uma característica distintiva que os consumidores apreciavam no vinho. No entanto, as vinícolas tinham de comercializar o vinho em garrafas opacas para mascarar a turbidez e o sedimento que a "MLF em garrafa" produzia. Hoje, a maioria dos produtores de Vinho Verde não segue mais essa prática e, em vez disso, completa a fermentação malolática antes do engarrafamento, com o leve brilho sendo adicionado pela carbonatação artificial.
Embora não seja necessariamente uma falha, a fermentação malolática tem o potencial de tornar um vinho "instável em termos de proteínas" devido à mudança resultante no pH, que afeta a solubilidade das proteínas no vinho. Por esse motivo, os testes de estabilidade térmica do vinho geralmente são realizados após a conclusão da fermentação malolática.

### Acidez volátil
Embora a acidez volátil (VA) seja geralmente medida em termos de teor de ácido acético, sua percepção sensorial é uma combinação de acético (aromas de vinagre) e acetato de etila (aromas de removedor de esmalte e cola de avião). Altos níveis de VA podem inibir a levedura do vinho e levar a uma fermentação lenta ou parada. Vários micróbios podem ser uma fonte de VA, incluindo Acetobacter, Brettanomyces e leveduras de filme, como Candida, bem como LAB. No entanto, enquanto as LAB geralmente produzem apenas ácido acético, esses outros micróbios frequentemente produzem acetato de etila, além de ácido acético.
A maioria dos países produtores de vinho tem leis que regulamentam a quantidade de acidez volátil permitida para o vinho disponível para venda e consumo. Nos Estados Unidos, o limite legal é de 0,9 g/L para vinho estrangeiro exportado para os Estados Unidos, 1,2 g/L para vinho de mesa branco, 1,4 g/L para vinho tinto, 1,5 g/L para vinho de sobremesa branco e 1,7 g/L para vinho de sobremesa tinto. Os regulamentos da União Europeia sobre vinhos limitam o VA a 1,08 g/L para vinhos de mesa brancos e 1,20 g/L para vinhos de mesa tintos.
Espécies heterofermentadoras de Oenococcus e Lactobacillus têm o potencial de produzir altos níveis de ácido acético por meio do metabolismo da glicose, embora, com a maioria das cepas de O. oeni, a quantidade seja geralmente de apenas 0,1 a 0,2 g/L. Várias espécies de Pediococcus também podem produzir ácido acético por outras vias. Os vinhos que começam com níveis de pH elevados (acima de 3,5) apresentam o maior risco de produção excessiva de ácido acético devido às condições mais favoráveis para as espécies de Lactobacillus e Pediococcus. L. kunkeei, uma das chamadas espécies de Lactobacillus "ferozes", é conhecida por produzir de 3 a 5 g/L de ácido acético em vinhos - níveis que podem facilmente levar a fermentações paralisadas.

### Lactobacillus"feroz"
No final do século XX, entre os vinicultores americanos, foi relatado que fermentações aparentemente saudáveis estavam sendo rapidamente inundadas com altos níveis de ácido acético que superavam as leveduras de vinho e levavam a fermentações paradas. Embora inicialmente se acreditasse que uma nova espécie de Acetobacter ou levedura de deterioração do vinho fosse a culpada, descobriu-se que eram várias espécies de Lactobacillus, L. kunkeei, L. nagelii e L. hilgardii, coletivamente apelidadas de Lactobacillus "ferozes" por sua produção agressiva de ácido acético, a rapidez com que se multiplicam e sua alta tolerância a dióxidos de enxofre e outros controles microbiológicos.
As fermentações de vinhos com pH alto (maior que 3,5) que passaram algum tempo de molho a frio antes das inoculações de leveduras e receberam pouco ou nenhum dióxido de enxofre durante o esmagamento parecem estar sob maior risco de Lactobacillus "ferozes". Embora a infecção pareça ser específica do vinhedo, atualmente, nenhum dos lactobacilos implicados foi encontrado na superfície de uvas para vinho recém-colhidas.

### Manchas de acroleína e manitol

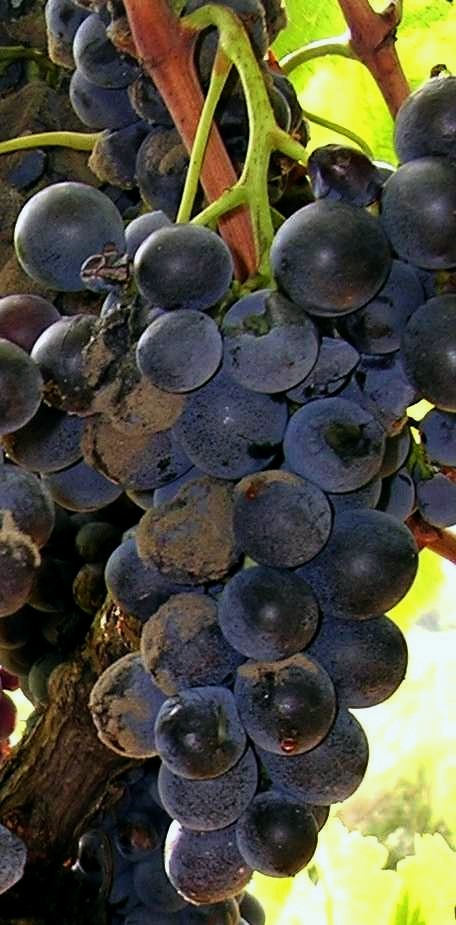
As uvas para vinho infectadas com a podridão do cacho de Botrytis tendem a ter níveis mais altos de glicerol, que pode ser metabolizado pelas LAB em acroleína. Especialmente em uvas para vinho tinto, com seu alto teor de fenólicos, isso pode levar ao desenvolvimento de vinhos com sabor amargo, pois a acroleína interage com esses fenólicos.

A degradação do glicerol por algumas cepas de LAB pode produzir o composto acroleína. O glicerol é um poliol de sabor doce presente em todos os vinhos, mas em níveis mais altos nos vinhos que foram infectados com Botrytis cinerea. A acroleína, um "aldeído ativo", pode interagir com alguns compostos fenólicos do vinho para criar vinhos com sabor altamente amargo, descritos como amertume por Pasteur. Embora tenha sido demonstrado que pelo menos uma cepa de O. oeni produz acroleína, ela é mais comumente encontrada em vinhos que foram infectados por cepas de espécies de Lactobacillus e Pediococcus, como L. brevis, L. buchneri e P. parvulus. O gosto de acroleína também se mostrou mais comum em vinhos que foram fermentados em altas temperaturas e/ou feitos de uvas que foram colhidas com altos níveis de Brix.
As espécies heterofermentadoras do gênero Lactobacillus, bem como algumas cepas selvagens de O. oeni, têm o potencial de metabolizar a frutose (um dos principais açúcares do vinho) nos álcoois de açúcar manitol e (menos comumente) eritritol. Esses compostos de sabor doce podem adicionar doçura a um vinho onde ela não é desejada (como o Cabernet Sauvignon). A mancha de manitol, descrita como manita por Pasteur, em vinhos é frequentemente acompanhada por outros defeitos do vinho, incluindo a presença de níveis excessivos de ácido acético, diacetil, ácido lático e 2-butanol, que podem contribuir para um aroma "vinagre-acético". O vinho também pode ter um brilho viscoso na superfície.

### Mofo de Fresno e viscosidade
Em meados do século XX, um crescimento semelhante a um micélio começou a aparecer nas garrafas de alguns vinhos doces fortificados produzidos no Vale Central da Califórnia. Por serem fortificados, esses vinhos geralmente tinham níveis de álcool superiores a 20%, o que normalmente é um nível que desestimula o crescimento da maioria dos organismos de deterioração associados à produção de vinho. Apelidado de "mofo de Fresno" devido ao local onde foi descoberto pela primeira vez, o responsável por esse crescimento foi determinado como sendo L. fructivorans, uma espécie que pode ser controlada por sanitização e manutenção de níveis adequados de dióxido de enxofre.
Algumas espécies de Lactobacillus e Pediococcus (particularmente P. damnosus e P. pentosaceus) têm o potencial de sintetizar polissacarídeos que adicionam uma viscosidade oleosa ao vinho. No caso do Lactobacillus, alguns desses sacarídeos podem ser glucanos que podem ser sintetizados a partir da glicose presente no vinho a uma concentração tão baixa quanto 50-100 mg/L (0,005 a 0,01% de açúcar residual) e afetam vinhos aparentemente "secos". Embora a viscosidade (ropiness) possa ocorrer no barril ou no tanque, ele é frequentemente observado nos vinhos vários meses após o engarrafamento. Os vinhos com níveis de pH acima de 3,5 e baixos níveis de dióxido de enxofre correm o maior risco de desenvolver esse defeito.
Chamado de graisse (ou "graxa") pelos franceses e les vins filant por Pasteur, esse defeito foi observado em sidras. Ela também pode ser potencialmente causada por outros micróbios de deterioração, como Streptococcus mucilaginous, Candida krusei e Acetobacter rancens.

### Mousinesse odor de gerânio
Sabe-se que os vinhos infectados com L. brevis, L. hilgardii e L. fermentum ocasionalmente desenvolvem um aroma que lembra fezes de roedores (mousiness). O aroma se torna mais pronunciado quando o vinho é esfregado entre os dedos e, se consumido, pode deixar um final longo e desagradável. O aroma pode ser muito potente, detectável em um limiar sensorial tão baixo quanto 1,6 partes por bilhão (μg/l). O composto exato por trás disso são os derivados do aminoácido lisina, criados por meio de uma reação de oxidação com o etanol. Embora as espécies indesejáveis de LAB tenham sido mais comumente associadas a esse defeito, o vinho infectado pela levedura Brettanomyces na presença de fosfato de amônio e lisina também é conhecido por apresentar esse defeito.
O sorbato é frequentemente usado como inibidor de levedura por vinicultores caseiros para interromper a fermentação alcoólica na produção de vinhos doces. A maioria das espécies de bactérias do ácido láctico pode sintetizar o sorbato para produzir 2-etoxihexa-3,5-dieno, que tem o aroma de folhas de gerânio esmagadas.

### Tourne
Em comparação com os ácidos málico e cítrico, o ácido tartárico é geralmente considerado microbiologicamente estável. Entretanto, algumas espécies de Lactobacillus (particularmente L. brevis e L. plantarum) têm o potencial de degradar o ácido tartárico no vinho, reduzindo a acidez total do vinho em 3-50%. Os vinicultores franceses há muito tempo observaram esse fenômeno e o chamaram de tourne (que significa "virar marrom") em referência à mudança de cor que pode ocorrer no vinho ao mesmo tempo, provavelmente devido a outros processos em ação além da perda tartárica. Embora o Lactobacillus seja o culpado mais comum do tourne, algumas espécies da levedura de filme de deterioração Candida também podem metabolizar o ácido tartárico.

### Falhas relacionadas à saúde

A cadaverina é uma das aminas biogênicas que algumas espécies de LAB, particularmente dos gêneros Lactobacillus e Pediococcus, têm o potencial de produzir.

Embora a presença de carbamato de etila não seja um defeito sensorial do vinho, o composto é suspeito de ser cancerígeno e está sujeito a regulamentação em muitos países. O composto é produzido a partir da degradação do aminoácido arginina, que está presente no mosto de uva e é liberado no vinho por meio da autólise de células de levedura mortas. Embora o uso de ureia como fonte de nitrogênio assimilável pela levedura (não mais legal na maioria dos países) tenha sido a causa mais comum de carbamato de etila no vinho, sabe-se que tanto a O. oeni quanto a L. buchneri produzem fosfato de carbamila e citrulina, que podem ser precursores da formação de carbamato de etila. Suspeita-se que o L. hilgardii, uma das espécies de Lactobacillus "ferozes", também contribua para a produção de carbamato de etila. Nos Estados Unidos, o Departamento de Impostos e Comércio de Álcool e Tabaco estabeleceu um limite voluntário de carbamato de etila no vinho inferior a 15 μg/L para vinhos de mesa e inferior a 60 μg/L para vinhos de sobremesa.
As aminas biogênicas foram apontadas como uma possível causa de dores de cabeça causadas pelo vinho tinto. No vinho, foram detectadas histamina, cadaverina, feniletilamina, putrescina e tiramina. Essas aminas são criadas pela degradação de aminoácidos encontrados no mosto de uva e que sobram da decomposição de células de levedura mortas após a fermentação. A maioria das LAB tem o potencial de criar aminas biogênicas, até mesmo algumas cepas de O. oeni, mas os altos níveis de aminas biogênicas são mais frequentemente associados a espécies dos gêneros Lactobacillus e Pediococcus. Na União Europeia, a concentração de aminas biogênicas no vinho está começando a ser monitorada, enquanto os Estados Unidos atualmente não têm nenhuma regulamentação.